# Người Akan
Người Akan (/ˈækæn/) là một dân tộc tập trung sống chủ yếu ở các quốc gia Ghana và Bờ Biển Ngà. Ngôn ngữ Akan (còn được gọi là Twi/Fante) là một nhóm phương ngữ trong nhánh Trung Tano của Phân họ Potou – Tano của Niger – Congo. Các dân số hiểu số của người Akan tập trung tại: Agona, Akuapem, Akwamu, Akyem, Ashanti, Bono, Fante, Kwahu, Wassa, và Sefwi. Các nhóm dân tộc khác liên hệ với người Akan khác gồm: Anyin, Baoulé, Chakosi (Anufo), Sefwi (Sehwi), Nzema, Ahanta, và Jwira-Pepesa. Các nhóm Akan đều có những đặc điểm chung về văn hóa;  đáng chú ý nhất là gốc mẫu hệ, thừa kế tài sản, và kế vị các chức vụ chính trị cao.
Văn hóa Akan cũng có thể được tìm thấy ở châu Mỹ , nơi một số hậu duệ của họ bị bắt làm tù binh. Khoảng 10% tổng số tàu nô lệ đi từ bờ biển Tây Phi có chứa người Akan. Mặc dù vàng là nguồn của cải chính trong nền kinh tế của họ, nhưng việc bắt và bán người Akan đã lên đến đỉnh điểm trong các cuộc xung đột giữa Fante và Ashanti, dẫn đến một số lượng lớn những người bị bắt giữ trong quân đội được gọi là "Coromantee", bị bán làm nô lệ.  Những người lính Coromantee và các tù nhân Akan khác được biết đến với nhiều cuộc nổi dậy của nô lệ và các chiến thuật phản kháng đồn điền. Di sản của họ thể hiện rõ ràng trong các nhóm dân tộc như Maroons của vùng Caribbean và Nam Mỹ

## Nguồn gốc dân tộc Akan

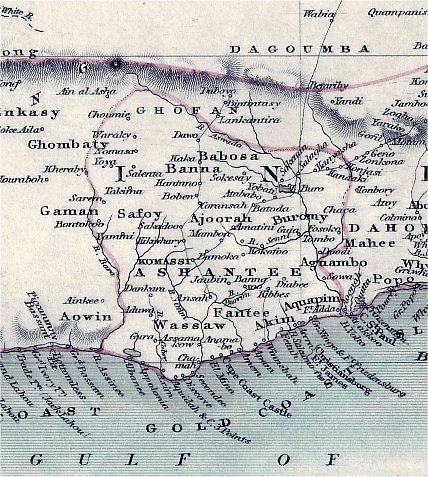

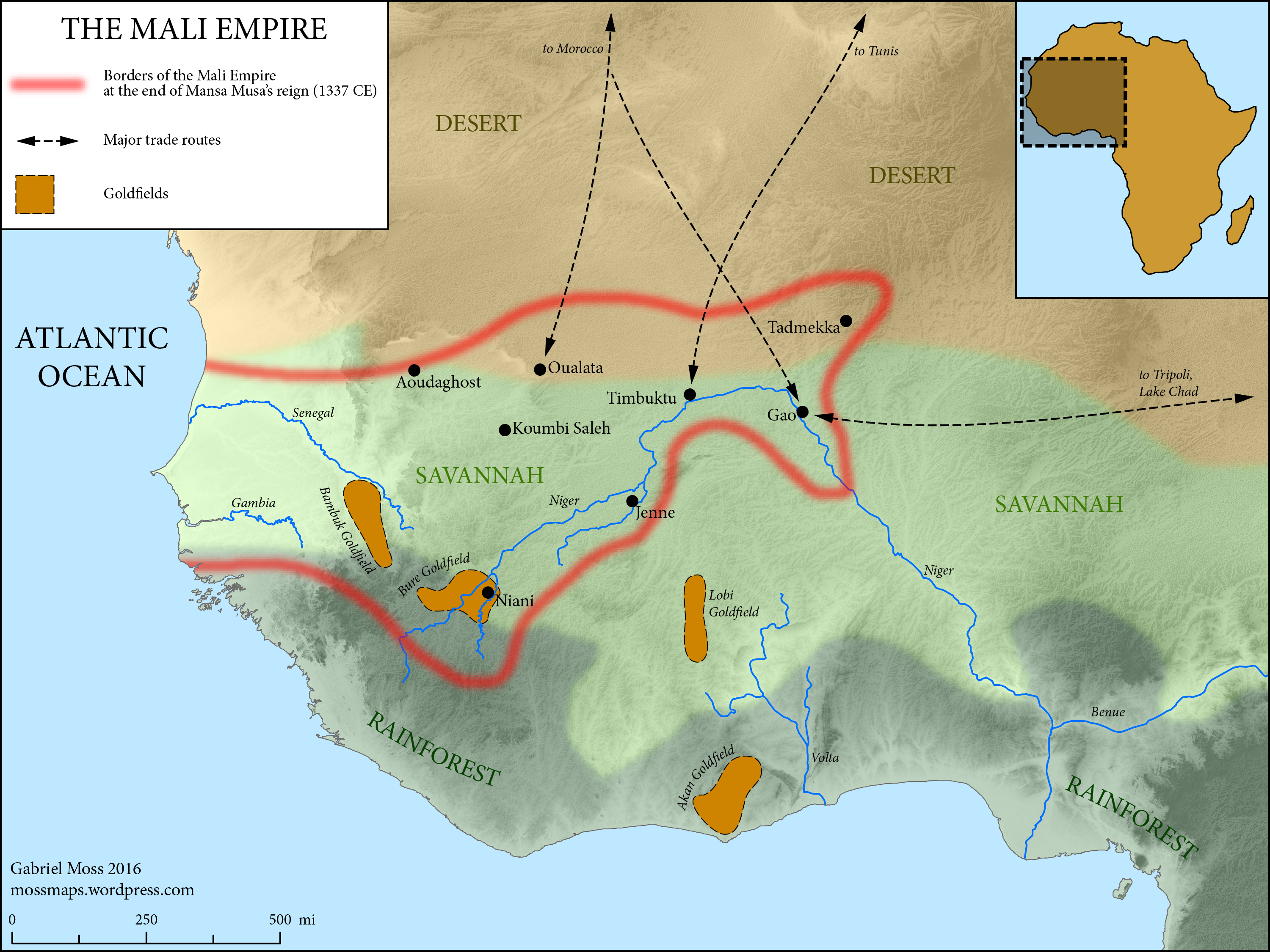

## Akan và nhóm tộc hiểu số

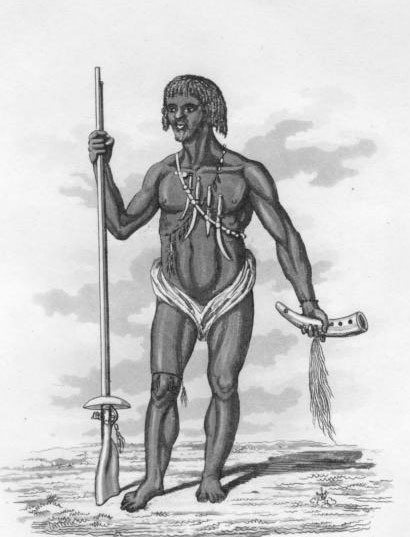

## Ngôn ngữ Akan

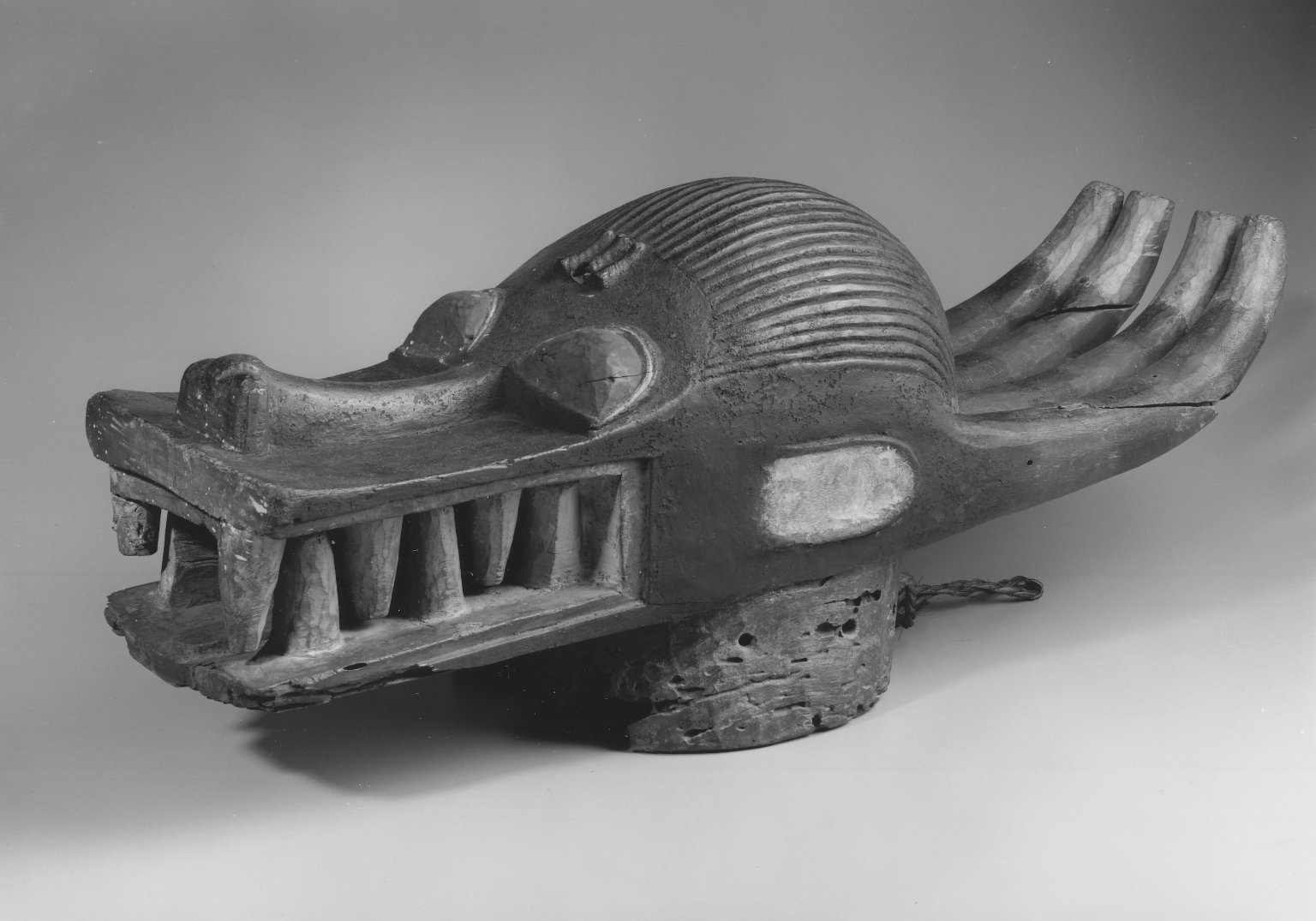

## Triết học Akan

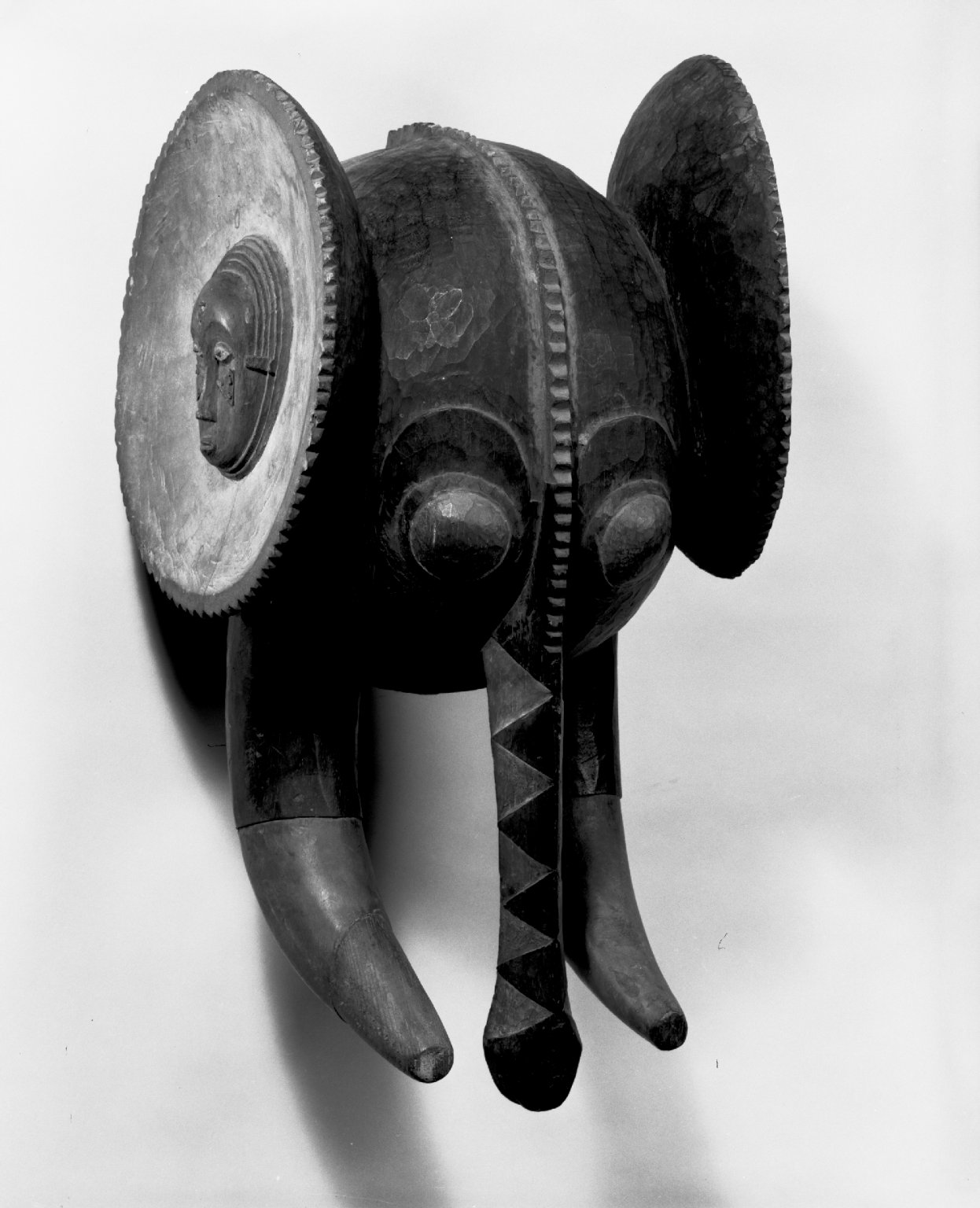

## Văn hóa Akan

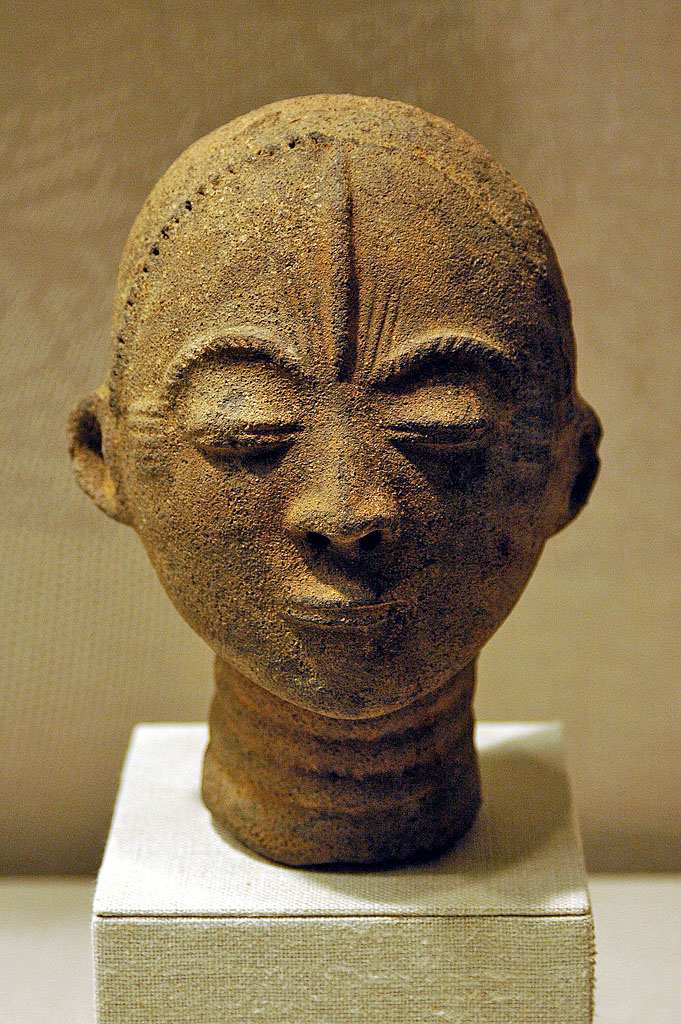
Đất nung Akan vào thế kỷ 17 – Metropolitan Museum of Art

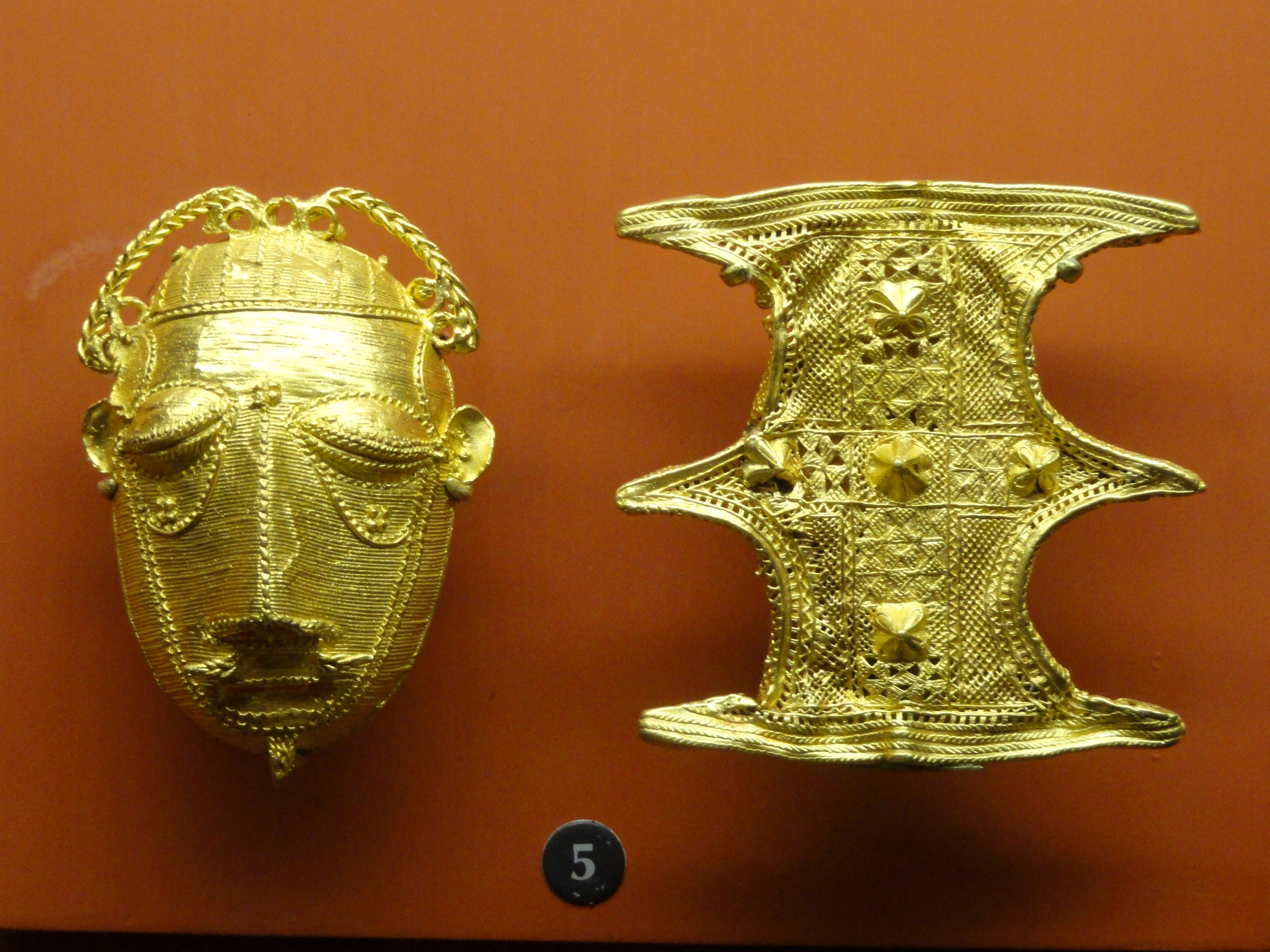

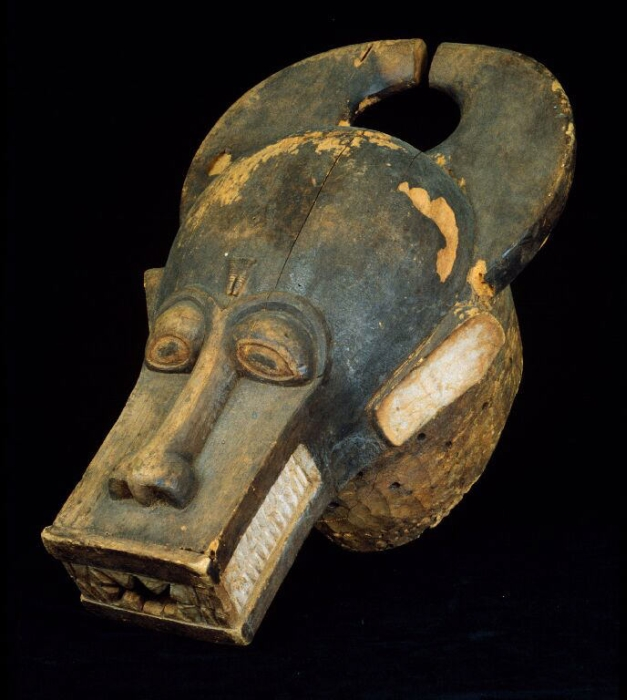

## Tôn giáo

Biểu tượng Adinkra đại diện cho sự toàn năng và toàn diện của Nyame